# Обонеговская
Обонеговская — деревня в Устьянском районе Архангельской области.

## География
Находится в южной части Архангельской области на расстоянии приблизительно 34 км на юг по прямой от административного центра района поселка Октябрьский на левобережье реки Кокшеньга.

## История
В 1939 году отмечалась в составе Минского сельсовета (тогда Обнеговская). До 2022 года была в составе Ростовско-Минского сельского поселения до его упразднения.

## Население
Численность населения: 8 человек (русские 100 %) в 2002 году, 1 в 2010.